# Suchý (ort)
Suchý är en ort i Tjeckien.   Den ligger i regionen Södra Mähren, i den östra delen av landet, 180 km öster om huvudstaden Prag. Suchý ligger 666 meter över havet och antalet invånare är 375.
Terrängen runt Suchý är kuperad åt nordväst, men åt sydost är den platt. Suchý ligger uppe på en höjd. Runt Suchý är det ganska glesbefolkat, med 31 invånare per kvadratkilometer. Närmaste större samhälle är Boskovice, 7,4 km väster om Suchý. I omgivningarna runt Suchý växer i huvudsak blandskog.